# Чазма
Чазма (хорв. Čazma) — місто і однойменний муніципалітет в центрі Хорватії, в Беловарсько-Білогорській жупанії. Належить до мікрорегіону Мославіна. Розташоване на відстані 60 км від Загреба і 30 км від Беловара.
Вперше Чазма згадується в грамоті короля Ласло І в 1094 році про передачу міста Загребському єпископату. В 1226 єпископ Стєпан ІІ Бабоніч заснував громаду Чазма (Чазма отримала статус міста). В цей період тут освячена церква св. Марії Магдалени і відкрито домініканський монастир. Церква є єдиним екземпляром романської архітектури в північній Хорватії. Орган церкви зроблений в 1767 році.
В 1552 місто захопили турки, які зробили Чазму центром санджака. В 1606 році визволене військом хорватського бана Тамаша Ердьоді.

## Населення
Населення громади Чазма за даними перепису 2011 року становило 8 077 осіб, 1 з яких назвав рідною українську мову. Населення самого міста становило 2 801 осіб.
Динаміка чисельності населення громади:
Динаміка чисельності населення міста:

## Населені пункти
Крім самої Чазми, до громади також входять:
- Андигола
- Бояна
- Босилєво
- Церина
- Дапці
- Дереза
- Доній Драганець
- Доні Драгичевці
- Доні Липовчани
- Доній Миклоуш
- Горній Драганець
- Горні Драгичевці
- Горні Липовчани
- Горній Миклоуш
- Грабик
- Грабовниця
- Комушеваць
- Марчани
- Мартинаць
- Милашеваць
- Ново-Село
- Опчеваць
- Паланчани
- Павличани
- Поб'єник
- Побдржани
- Прняроваць
- Проклювани
- Сищани
- Совари
- Сухая
- Ваговина
- Вртлинська
- Вучани
- Зденчець